# Il diamante dello Zar
Il diamante dello Zar (Der Orlow) è un film muto del 1927 diretto da Jacob Fleck e Luise Fleck.
Il soggetto è tratto dall'operetta di Bruno Granichstaedten e di Ernst Marischka. Soggetto che verrà ripreso, alcuni anni dopo, da Max Neufeld ne Il diamante dello czar del 1932, una versione sonora interpretata da Liane Haid e Iván Petrovich.

## Produzione
Il film fu prodotto dalla Hegewald Film.

## Distribuzione
Distribuito dalla Hegewald Film, il film uscì nelle sale cinematografiche nel 1927. In Finlandia venne presentato il 14 novembre 1927, in Italia nel 1928, in Turchia - rinominato Orlof, Çarin elmasi - nel 1929 e in Portogallo il 20 febbraio 1929 con il titolo O Príncipe Orloff.